# WordPerfect
WordPerfect je proprietární textový procesor, který byl nejvíce populární koncem 80. a počátkem 90. let, kdy byl de facto standardem; později byl vytlačen procesorem Microsoft Word z kancelářského balíku Microsoft Office. Nejznámější byly jeho verze pro DOS a Microsoft Windows, ale popularitě se těšil i díky tomu, že byl k dispozici pro celou řadu dalších platforem.
Technicky jde o 32bitovou aplikaci, určenou pro prostředí Microsoft Windows 7/8.1/10, jako součást balíku WordPerfect Office.